# Moonshine (contre-mesure)
Moonshine est le nom de code d'un dispositif de guerre électronique, ARI TR1427, (Airborne Radio Installation Transmitter Receiver), utilisé par la RAF durant une partie de la Seconde Guerre mondiale.

## Description
Issu de l'un des laboratoires du Telecommunications Research Establishment (TRE), ce dispositif vise à falsifier les échos d'un radar ennemi. Il va amplifier la puissance du signal réfléchi, laissant croire à la présence d'un grand nombre d'avions à la place de l'avion transportant un Moonshine.
Les radars allemands visés, Freya, pouvant émettre dans une bande de fréquence, chaque Moonshine ne peut brouiller qu'un seul radar à la fois, sur la fréquence qu'il a détectée. Si plusieurs radars peuvent être actifs au même moment, il faut autant de Moonshine que de radars pour obtenir un effet convaincant.

## Utilisation

### 1942
Moonshine est installé sur 20 appareils du 515e Squadron de la RAF, des Boulton Paul Defiant. Les appareils sont chargés de détecter les émissions d'un radar allemand Freya, de se caler dessus, et de modifier les échos renvoyés aux opérateurs.

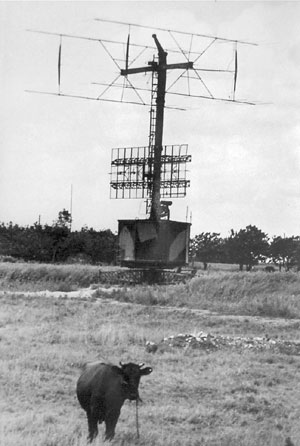
Radar allemand type Freya.

Ce dispositif sera utilisé de juin à décembre 1942. L'utilité du brouillage diminuera avec les premières offensives aériennes massives au-dessus du Reich. Le système sera abandonné après 30 utilisations successives.
Trois exemples de son efficacité :
1. En juin 1942, le 515e Squadron attire jusqu'à 300 intercepteurs allemands loin des bombardiers britanniques.
2. 6 août 1942, huit Defiant, orbitant au-dessus de Portland, leurrent autant de Freya, provoquant le décollage de 32 intercepteurs, c'est-à-dire la totalité des chasseurs disponibles dans la région de Cherbourg.
3. 17 août 1942, premier raid de l'USAAF sur la France. 12 B-17 ont pour cible la gare de triage de Rouen-Sotteville. Le raid bénéficie de Moonshine, attirant deux tiers (144 appareils) des chasseurs allemands lancés contre le raid loin des bombardiers.

### 1944

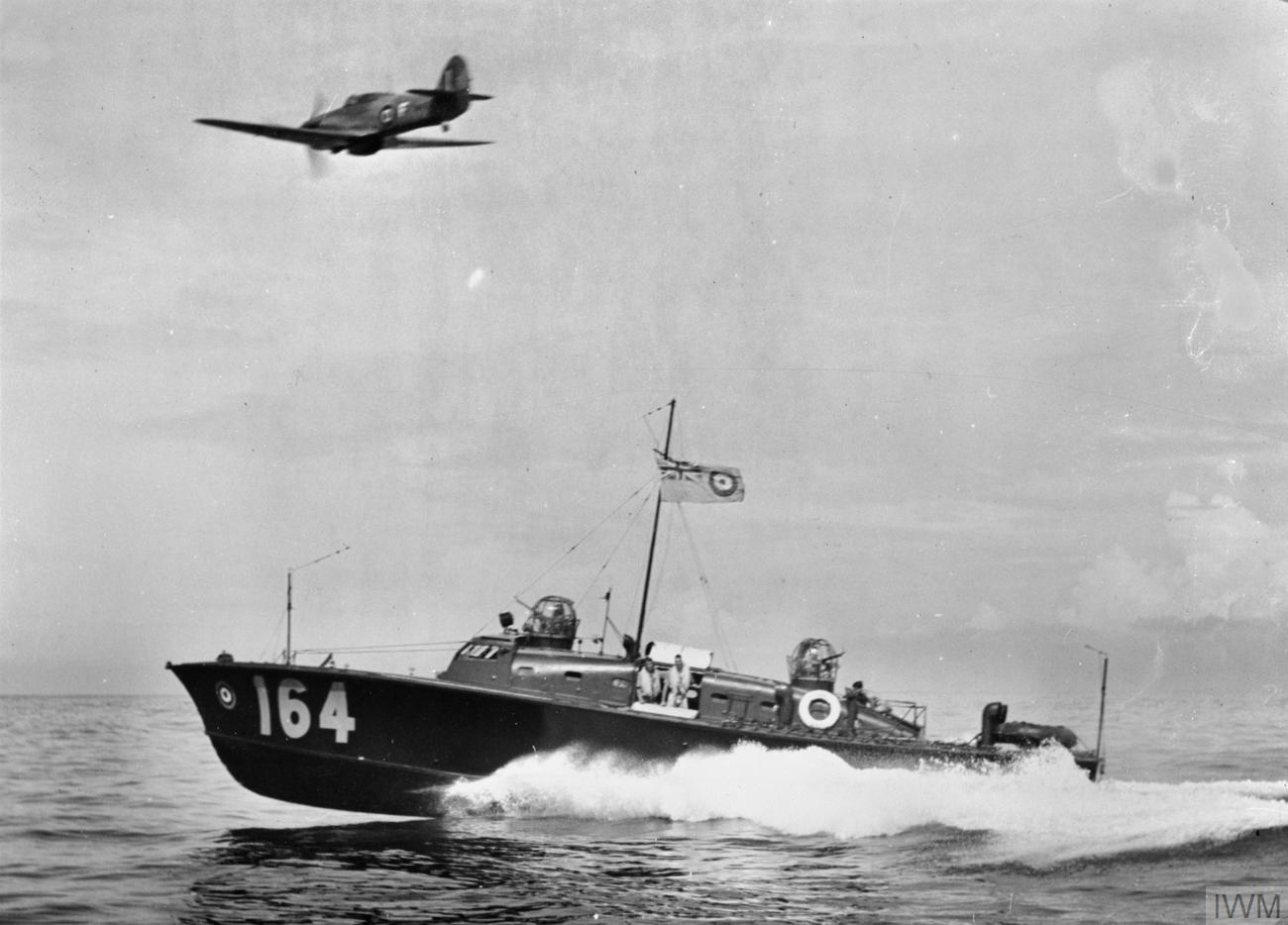
Vedette du type de celles utilisées pour les opérations Taxable et Glimmer.

Un dispositif dérivé de Moonshine est utilisé lors des opérations de diversion liées au débarquement en Normandie. Cette fois le dispositif est naval et non plus aérien.
Il voit l'installation sur quatre vedettes (du type de celles utilisées pour le AirSea Rescue) d'un ballon de 29 pieds de long, nom de code "Filbert", contenant un réflecteur radar de 3 mètres de diamètre. Chaque Filbert est capable de renvoyer l'écho d'un navire de 10 000 tonnes.
Chaque vedette tire deux ballons, l'un directement, l'autre sur un radeau remorqué. 
L'opération Taxable, au sud du Pas de Calais, met en œuvre 3 vedettes Moonshine et 6 autres petits bateaux tirant des Filbert. L'équivalent au nord du Pas de Calais, Glimmer, met en œuvre une vedette et 8 autres embarcations devant Boulogne. De la sorte, est simulée l'approche d'une importante force navale au nord des plages normandes, immobilisant des unités allemandes qui auraient pu être envoyées contre les envahisseurs.